# Куликов, Денис (израильский футболист)
Денис Куликов (ивр. דניס קוליקוב‎; род. 24 августа 2004, Ариэль, Израиль) — израильский футболист, защитник клуба «Маккаби» Нетания и сборной Израиля до 21 года.

## Карьера
Выступал на молодёжном уровне за клубы Пятого дивизиона Израиля «Ирони Ариэль» и «Бейтар Тубрук». С 2017 по 2019 год выступал за «Маккаби» (Петах-Тиква), в 2021 году перешёл в «Маккаби» (Нетания). В августе 2023 года был заявлен за основную команду клуба. Дебютировал в Чемпионате Израиля 17 сентября в матче с «Хапоэлем» (Петах-Тиква).

## Карьера в сборной
Выступал за национальные команды Израиля до 18, 19 и 21 года.